# Virginal-Samme
Virginal-Samme est un village de la partie extrême-occidentale du Brabant wallon en Belgique. Aujourd'hui il fait administrativement partie de la commune d'Ittre située en Région wallonne dans la province du Brabant wallon. Il se trouve à l'ouest de l'ancienne Sennette, devenue le canal Charleroi-Bruxelles.
La localité est située au nord du bois de la Houssière et de l'ancienne commune de Ronquières, au sud de Oisquercq, à l'est de Hennuyères, au nord-est de Braine-le-Comte et à l'ouest de l'ancienne commune d'Ittre dont elle est séparée par la Sennette, affluent de la Senne. Virginal-Samme comprend les hameaux de Samme, de la Haute-Bruyère, de la Basse-Bruyère, du Jacquier et du Bouton-Rouge.

## Démographie
- Sources:INS, Rem:1831 jusqu'en 1970=recensements, 1976= nombre d'habitants au 31 décembre

## Histoire
Jusqu'au XVIIIe siècle, Virginal était une dépendance de l'abbaye de Lobbes, relevant elle-même de la principauté de Liège. C'était donc une enclave liégeoise, prise entre le duché de Brabant et le comté de Hainaut.

## Liste des bourgmestres de 1830 à 1977
- Guillaume Nélis, de 1846-1853, (Parti Libéral).

## Économie

### Les transports et communications

#### Les lignes ferroviaires disparues
Ces lignes ont influencé le développement spatial de la localité et ont laissé des traces dans le paysage.

##### La ligne de chemin de fer 106
En 1884, une liaison desservant Virginal-Samme est mise en service entre Lembeek et Écaussinnes-Carrières. Le trafic voyageurs sur la ligne 106 sera supprimé le 3 juin 1984 lors de la réorganisation du réseau de la SNCB par le plan IC-IR et la ligne déferrée en 1989. Le site de la gare SNCB de Virginal, dont le bâtiment a été rasé, et l'assiette de la voie qui traverse la localité dans les sens nord-sud en longeant plus ou moins la rive ouest de la Sennette seront envahis par la végétation.

##### Le chemin de fer vicinal
Entre 1903 et 1911, la Société nationale des chemins de fer vicinaux met progressivement en service des voies ferrées entre Braine-l'Alleud et Bois-Seigneur-Isaac de même qu'entre Nivelles et Bois-Seigneur-Isaac et de cette dernière localité vers Virginal-Samme. La ligne sera ensuite prolongée jusque Planoit et, au-delà, d'une part vers Braine-le-Comte et d'autre part vers Rebecq. Le service ferré de ce chemin de fer secondaire, appelé vicinal ou tram, se maintiendra jusqu'au 4 juillet 1959 entre Virginal et Braine-l'Alleud ou Nivelles.

#### Lignes d'autobus
En 2012, Virginal-Samme est desservie par les bus du TEC. La ligne 65 remplace le chemin de fer vicinal depuis sa suppression et la ligne 474, qui existait déjà du temps de la ligne SNCB 106, en reprend partiellement la desserte vers Tubize au nord.

#### Routes
Virginal-Samme est traversée selon l'axe est-ouest par la route N280 qui relie la localité au réseau autoroutier par l'échangeur de Ittre.

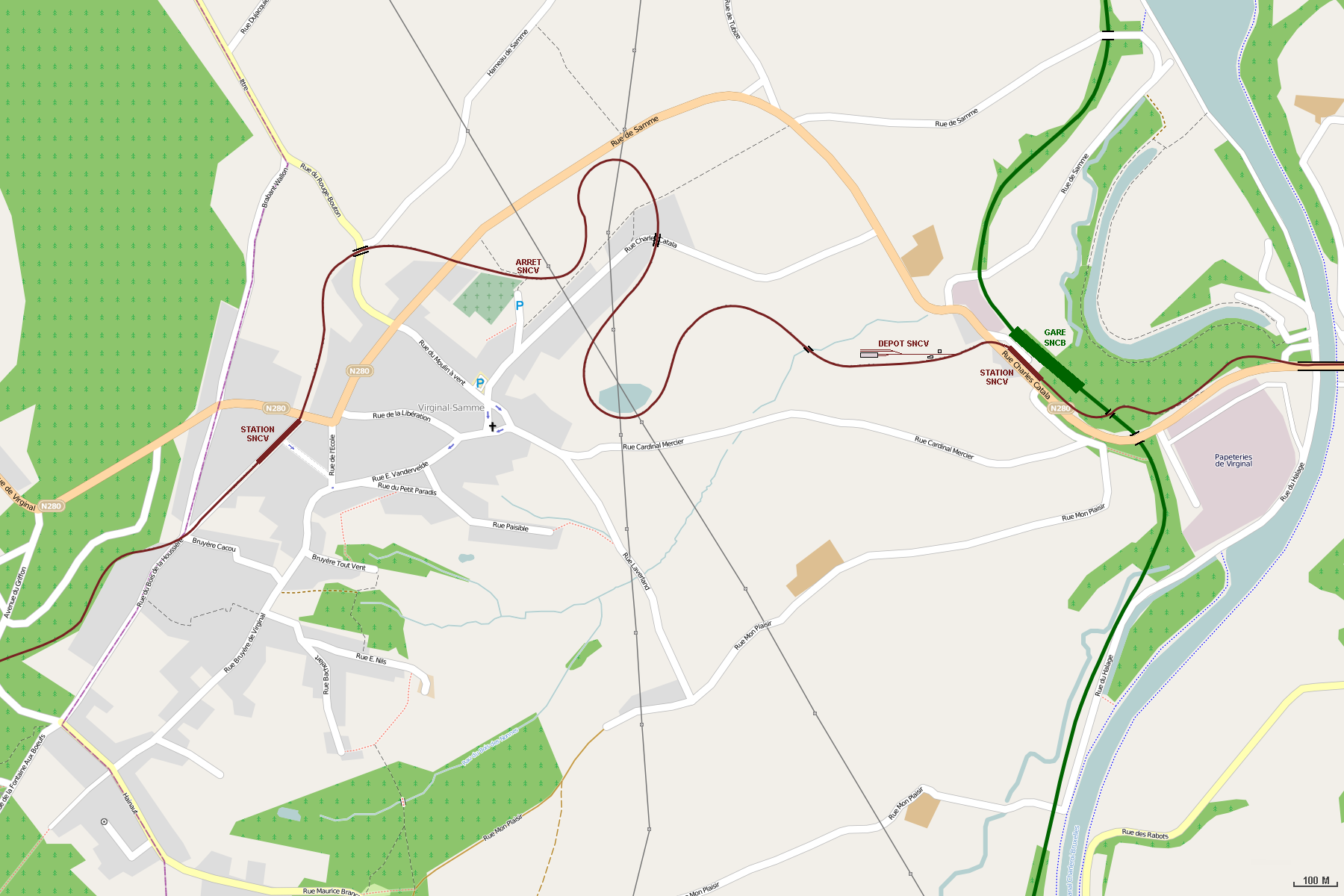
Anciennes lignes ferrées à Virginal-Samme.